# Schloss Harteneck

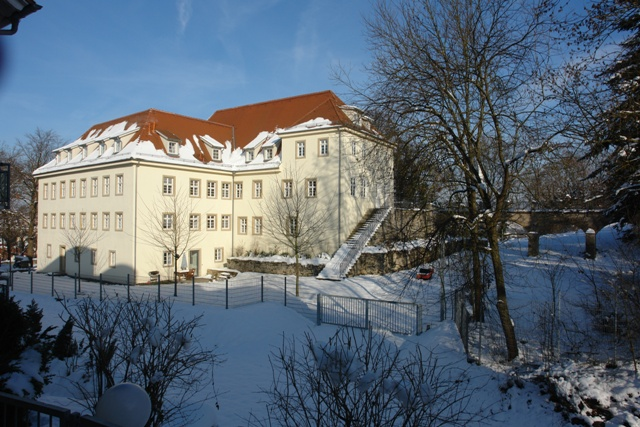
Schloss Harteneck, Südansicht

Schloss Harteneck ist eine überbaute, ehemalige Kammburg aus dem 13. Jahrhundert und heute ein Landschloss mit Hofanlage im baden-württembergischen Ludwigsburg. Es war auch unter den Namen Herthenegge, Herteneck sowie Hertneck bekannt und wird auch Schlössle genannt.

## Kurzbeschreibung
Das Schlossgut liegt in Hangkantenlage „hart am Eck“ über dem Neckar gegenüber von Neckarweihingen. Von der ehemaligen Burg sind Teile der Ringmauern und der alte Rittersaal in überbauter Form erhalten geblieben. Diese Bausubstanz besteht aus kleinformatigen, länglichen Bruchsteinen in regellosem Verband. Ein offenbar bis ins 17. Jahrhundert vorhandener Bergfried ist abgegangen.

## Geschichte

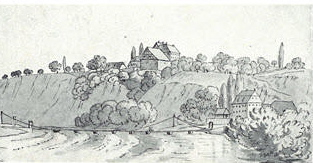
Harteneck 1816, Zeichnung von Karl Nördlinger

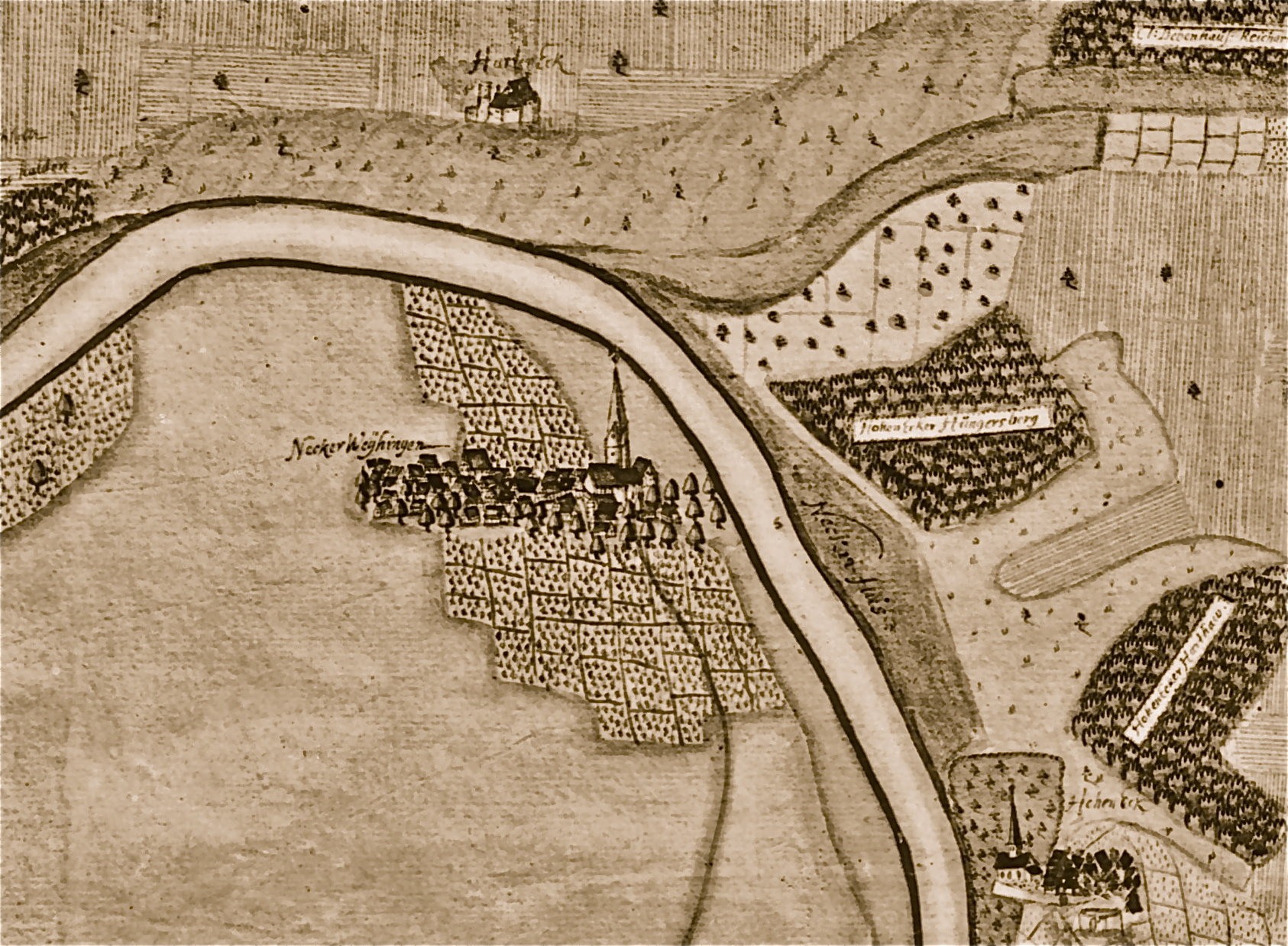
Harteneck 1685, Kiesersche Forstkarte

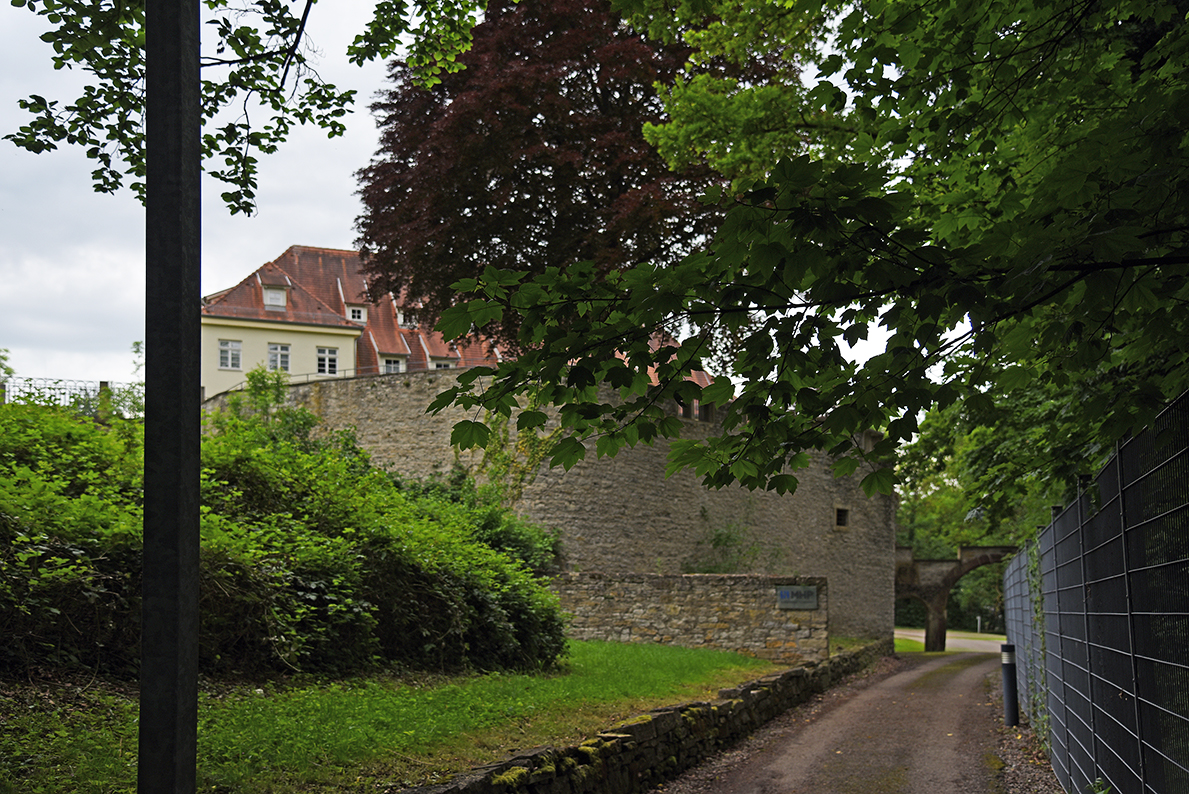
Burgrelikte vom Tor im Osten

Harteneck war die Stammburg der freien Reichsritter Herter von Hertneck, die dem alten Adelsgeschlecht der Herter aus Dußlingen bei Tübingen entstammten.
Vermutlich wurde die Burg von den Hertern im Zuge der Territorialpolitik der Tübinger Pfalzgrafen in der Zeit des Interregnums (1254–1273) gebaut. In einer Urkunde aus dem Jahr 1270 wird erstmals ein „Herther de Herthenegge“ als Zeuge genannt. Die einstige Existenz eines Bergfrieds lässt zwar eine frühere Entstehungszeit oder eine Vorgängerburg denkbar erscheinen, doch gilt die Auffassung, dass die Markgrafen von Baden die Burg gemeinsam mit der benachbarten Burg Hoheneck um 1200 erbaut haben könnten, mittlerweile als fragwürdig.
Wahrscheinlich aus Finanznot verkauften die Herter von Hertneck die Burg 1440 an die Herren von Baldeck. Diese wiederum veräußerten sie 1536 an die Württemberger. Wegen der Verdienste des württembergischen Haushofmeisters Hans Herter von Hertneck (1519–1562) erhielten die Herter ihre Burg, inzwischen zeitgemäß „Schloss Herteneck“ genannt, im Jahr 1554 als württembergisches Erblehen zurück. Nachdem Hans Herter von Hertneck aus unbekannten Gründen seine Adelsrechte kurz vor seinem Tod ablegte, reversierte sein Sohn Christoph das Lehen 1590 an die Württemberger.
Nach weiteren Verkäufen gelangte Harteneck 1705 in den Besitz der Herren von Kniestedt, die es kurz darauf dem Zeitgeschmack entsprechend im barocken Stil umbauen ließen. 1767 verkauften sie das Schloss an das Spital Ludwigsburg. Ein Jahr später wurde das Lehen aufgelöst und in die Markung der Stadt Ludwigsburg eingegliedert.
Der Ludwigsburger Bürgermeister Schönleber ließ das Schloss erneut umbauen. 1785 erwarb es der Bauer Melchior Schwaderer. Dessen Erben verkauften Harteneck 1838 an den Ludwigsburger Regierungsrat von Abel, der es wiederum 1851 an den Ludwigsburger Kaufmann Ruof veräußerte. Durch Heirat gelangte es schließlich an die Familie Bilfinger.
Nach Brandschäden in den Jahren 1993/94 wurde das Schloss 2003 saniert und steht heute unter Denkmalschutz. Derzeit ist es in Privatbesitz. Besichtigungen sind nicht möglich.